# Myslín (przystanek kolejowy)
Myslín – przystanek kolejowy w miejscowości Myslín, w kraju południowoczeskim, w Czechach. Znajduje się na linii kolejowej Zdice - Protivín. Położony jest na wysokości 445 m n.p.m.
Na przystanku nie ma możliwości zakupu biletów, a obsługa podróżnych odbywa się w pociągu. 

## Linie kolejowe
- 200 Zdice - Protivín